# Aldo Duscher
Álvaro Pedro Duscher dit Aldo Duscher, né le 22 mars 1979 à Esquel, est un footballeur international argentin d'origine autrichienne, évoluant au poste de milieu défensif.
Ce joueur est connu pour avoir gravement blessé David Beckham en 2002, à quelques mois de la Coupe du monde. Sur un tacle maladroit, il blesse l'Anglais à la cheville. Ce dernier sera rétabli in-extremis à quelques jours du Mondial asiatique.

## Carrière
- 1997-1998 : Newell's Old Boys ( Argentine)
- 1998-2000 : Sporting Portugal ( Portugal)
- 2000-2007 : Deportivo La Corogne ( Espagne)
- 2007-2008 : Racing Santander ( Espagne)
- 2008-2010 : FC Séville ( Espagne)
- 2010-2011 : Espanyol de Barcelone ( Espagne)
- 2011 : Barcelona SC ( Équateur)
- 2012-2013 : EN Paralimni ( Chypre)[2],[3]

## Palmarès
- Sporting Portugal
  - Vainqueur du Championnat du Portugal : 2000

- Deportivo La Corogne
  - Vainqueur de la Coupe d'Espagne : 2002
  - Vainqueur de la Supercoupe d'Espagne (2) : 2000, 2002

- Séville FC
  - Vainqueur de la Coupe d'Espagne : 2010